# Jaltomata aypatensis
Jaltomata aypatensis är en potatisväxtart som beskrevs av S. Leiva González, T. Mione och V. Quipuscoa Silvestre. Jaltomata aypatensis ingår i släktet jaltomator, och familjen potatisväxter. Inga underarter finns listade i Catalogue of Life.